# Detektivske storitve na Poljskem
Detektivske storitve na Poljskem - oblika gospodarske dejavnosti detektivske agencije (detektivska pisarna, detektivsko podjetje, detektiv), ki deluje na poljskem trgu .
Zakon o detektivskih storitvah z dne 6. julija 2001 je prvi pravni akt na Poljskem, ki se neposredno nanaša na načela opravljanja gospodarske dejavnosti na področju detektivskih storitev, opredeljuje pravice in obveznosti detektivov, pravila in postopke za pridobitev pravice opravljati detektivske storitve.
Zakon uvaja in opredeljuje osnovne pojme v zvezi z opravljanjem detektivskih storitev, kot so: detektiv, detektivske storitve, detektivska dejavnost.